# Dorfkirche Pillgram

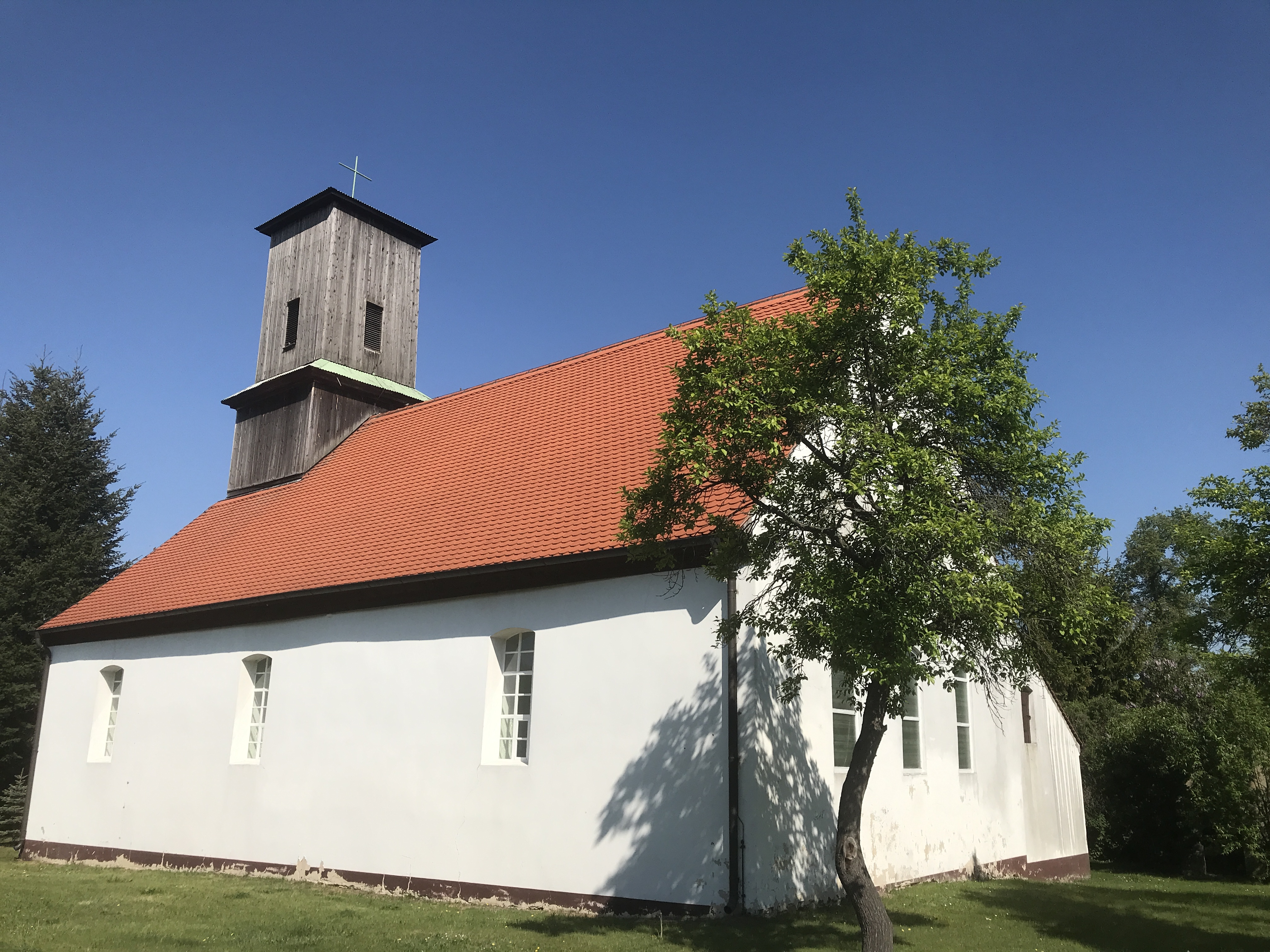
Dorfkirche Pillgram

Die evangelische Dorfkirche Pillgram ist eine Feldsteinkirche in Pillgram, einem Ortsteil der Gemeinde Jacobsdorf im Landkreis Oder-Spree im Land Brandenburg. Die Kirchengemeinde gehört zum Kirchenkreis Oderland-Spree der Evangelischen Kirche Berlin-Brandenburg-schlesische Oberlausitz.

## Lage
Die Kirchstraße verläuft von Südwesten kommend in nordöstlicher Richtung durch den Ort. Im historischen Dorfzentrum steht die Kirche nördlich dieser Verbindung auf einem Grundstück, das nicht eingefriedet ist. An der Kirche führt ein Jakobsweg entlang.

## Geschichte
Über die Ursprünge der Kirche existieren unterschiedliche Angaben. Das Brandenburgische Landesamt für Denkmalpflege und Archäologische Landesmuseum (BLDAM) gibt an, dass das Bauwerk in der Zeit zwischen der zweiten Hälfte des 13. Jahrhunderts sowie der ersten Hälfte des 14. Jahrhunderts entstanden ist. Das Amt Odervorland wiederum gibt an, dass die Kirche „etwa im letzten Drittel des 14. Jahrhunderts“ entstanden sei. Die Kirchengemeinde verweist in einer geschichtlichen Darstellung auf eine Urkunde der Kartäuser aus dem Jahr 1400. Dort sind für den Pfarrer vier Hufen Land aufgeführt – mithin muss es zu dieser Zeit bereits eine Kirche gegeben haben. Sie führt weiterhin aus, dass eine Kirche 1405 als Pfarrkirche in einer Urkunde des Bistums Lebus aufgeführt war. 1539 kam die Reformation nach Brandenburg. Aus den Jahren 1573 und 1803 sind Visitationen überliefert. 1600 wurde die Pillgram zur Filialkirche von St. Nicolai Andreas in Biegen. Im Dreißigjährigen Krieg kam es zu schweren Zerstörungen im Ort, von denen auch die Kirche erheblich betroffen war. Im Jahr 1666 waren lediglich acht Hufen bewohnt, sechs noch wüst. Pillgram kam anschließend in der Zeit von 1670 bis 1714 in das Eigentum des Amtes Biegen. Der Ort erholte sich jedoch nur langsam von den Kriegseinwirkungen; erst 1729 erwarb die Kirchengemeinde eine Glocke.
Um 1745 erfolgte ein kompletter Umbau des Gebäudes. Unter Verwendung der vorhandenen Granitmauerwerks errichteten Handwerker einen neuen Sakralbau, der anschließend verputzt wurde. Die Fenster wurden verändert, ein spitzbogiges Stufenportal an der Südwand vermauert und der Kirchturm verbrettert. Im 18. Jahrhundert erwarb die Kirchengemeinde eine Taufschale aus Zinn. Die Einwohnerzahl stieg durch den Abbau von Braunkohle und den Anschluss an die Eisenbahn stark an. Im Jahr 1878 errichtete der Orgelbauer Wilhelm Sauer auf der Westempore eine Orgel. Nach dem Ende des Ersten Weltkrieges stellten Handwerker neben dem Eingang der Kirche ein Denkmal für die Gefallenen auf. Im Zweiten Weltkrieg trafen Granaten am 16. April 1945 den Turmkopf sowie die Orgel. Die Reparatur konnte erst im Jahr 1946 ausgeführt werden.
Durch Umsiedler stieg die Zahl der Einwohner in Pillgram stark an. Die Kirchengemeinde errichtete daraufhin in den Jahren 1955 bis 1960 einen Anbau an der Nordseite des Bauwerks. Außerdem wurde die Kirchenausstattung weitgehend ausgetauscht. So wurde die Kanzel aus dem Jahr 1745 entfernt und die Ostfenster ausgetauscht. Die Disposition der Orgel wurde verändert. Außerdem verkürzten Handwerker den Kirchturm um rund einen Meter. An Stelle der Wetterfahne und der beschädigten Turmkugeles setzten sie ein Kreuz auf. Der Kirchturm erhielt eine Verkleidung aus EKOTAL-Plastisol, einem PVC-beschichteten Stahl; die Eindeckung erfolgte mit Zementdoppelrömern. Nach der Wende wurden diese Arbeiten wieder entfernt und eine Holzverkleidung angebracht. Zusätzlich erhielt die Kirche einen neuen Putz sowie einen weißen Anstrich. Nach kleineren Reparaturen an der Glockenaufhängung im Jahr 1994 erfolgte im Jahr 2014 ein erneuter Anstrich des Bauwerks.

## Baubeschreibung

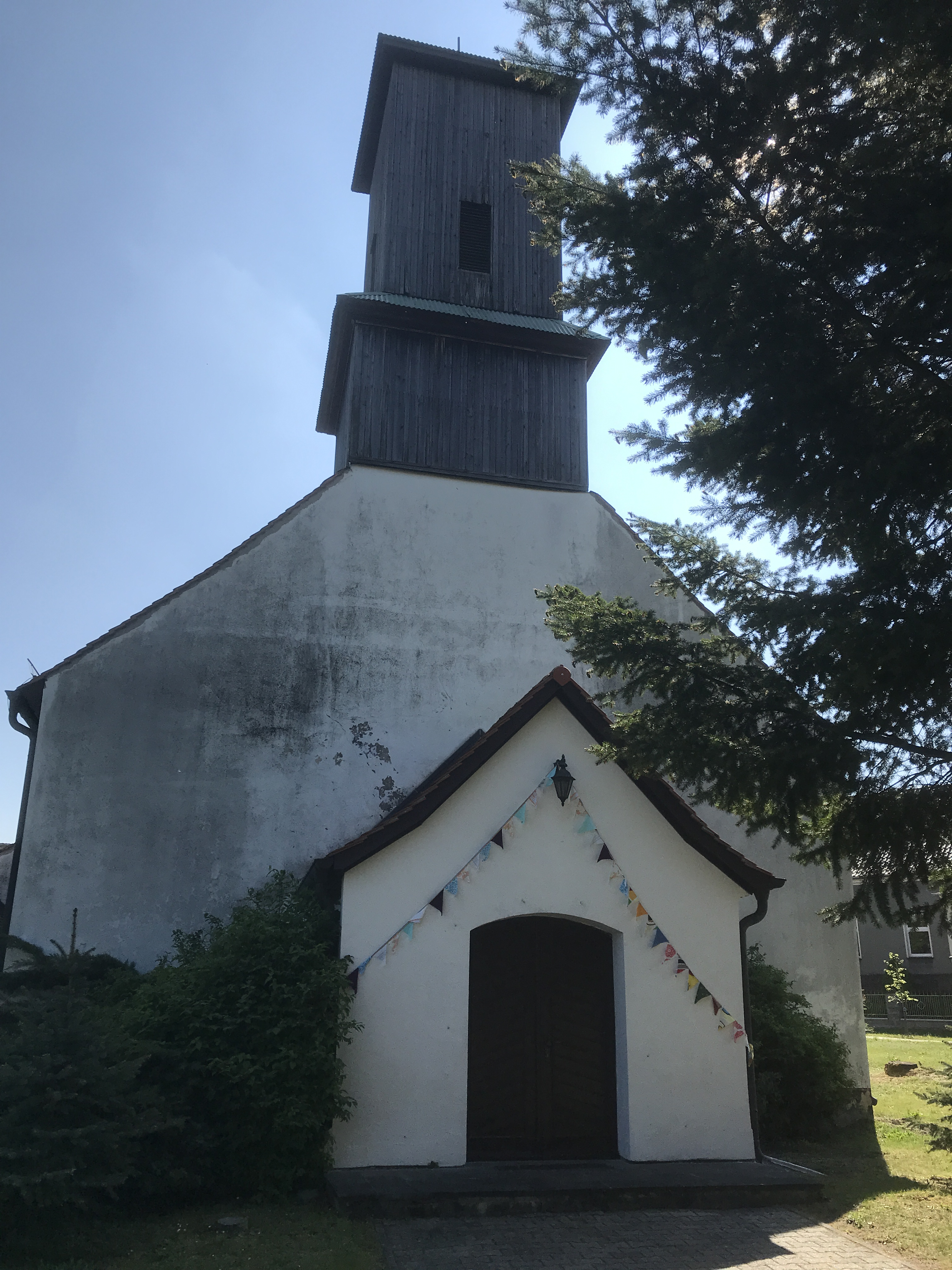
Ansicht von Westen

Das Bauwerk wurde im Wesentlichen aus Feldsteinen errichtet, die anschließend verputzt wurden. Der Chor ist gerade und nicht eingezogen. Am Chorschluss sind drei gedrückt-segmentbogenförmige Fenster. Darüber ist im Giebel ein kleines, hochrechteckiges Fenster. An der Nordseite ist ein Anbau mit einem rechteckigen Grundriss, der nach Westen hin nochmals durch einen Vorbau erweitert wurde. Dort ist auch eine Tür. An der Nordseite sind zwei rechteckige, neuzeitliche Fenster, die durch eine höhergestellte, gedrückt-segmentbogenförmige Tür an der Ostseite ergänzt werden.
Der Anbau ist über einem Schleppdach mit dem Satteldach des Kirchenschiffs verbunden. Es hat ebenfalls einen rechteckigen Grundriss und an der Nordseite zwei große Rundbogenfenster. Nach Westen ist ein tiefergestelltes, deutlich kleineres Fenster, damit Licht unterhalb der Empore eindringen kann. Die Südseite ist vergleichsweise schlicht aufgebaut. Hier sind drei große Rundbogenfenster.
Der Hauptzugang erfolgt über einen kleinen Anbau im Westen des Gebäudes. Dort ist eine gedrückt-segmentbogenförmige Pforte. Weitere Öffnungen existieren nicht; die Westwand und auch der Giebel sind geschlossen. Darüber erhebt sich der Kirchturm, der zu einer früheren Zeit eingekürzt wurde. Dadurch entstand ein zweigeteilter Baukörper, der sich nach oben hin verjüngt. Der Turm ist verbrettert; im Glockengeschoss sind an jeder Seite je eine hochrechteckige Klangarkade. Der Turm schließt mit einem Pyramidendach und Kreuz ab.

## Ausstattung

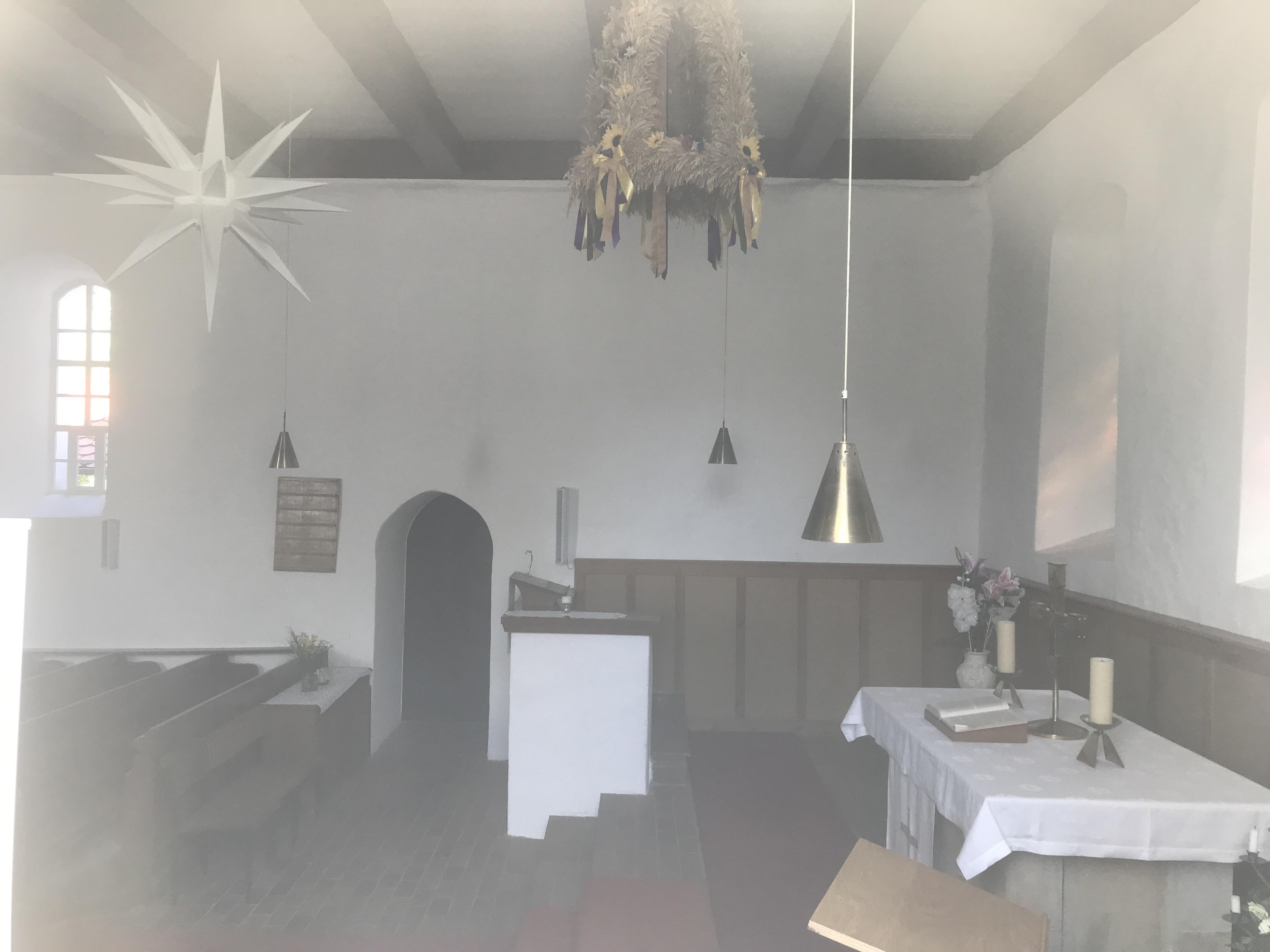
Blick ins Kirchenschiff

Die Kirchenausstattung wurde in den 1950er Jahren nahezu komplett ausgetauscht. Der schlichte Altar ist gemauert; darauf steht ein Kreuz aus Messing, das an den vier Enden die Symbole der vier Evangelisten und mittig das Christusmonogramm zeigt. Die Kanzel steht links davon und ist ebenfalls gemauert. Rechts vom Altar steht die steinerne Fünte aus dem Jahr 1959. Hinter dem Altar befinden sich drei Glasfenster, die der Maler Gerhard Olbrich im Jahr 1959 schuf. Sie wurden in der Glaswerkstatt Lehmann in Berlin hergestellt und zeigen Motive aus der Bibel. Die Kirchengemeinde interpretiert im linken Bild einen Bezug zur Anfrage des Täufers aus dem Evangelium nach Matthäus 11,1 , im mittleren Bild einen Bezug zu Christi Himmelfahrt aus dem Evangelium nach Lukas 24,1  und im rechten Bild einen Bezug zum Abendmahl Jesu 14,15 . Die Vorhalle im Turm ist vergleichsweise schlicht gehalten. Der Besucher gelangt über eine gedrückt-segmentbogenförmige Tür in den Bereich unterhalb der Empore.
Auf der Westempore steht eine Sauer-Orgel aus dem Jahr 1878. Sie wurde im Zweiten Weltkrieg teilweise zerstört; ihre Disposition 1954 verändert. Zu einem späteren Zeitpunkt erfolgte eine Wiederherstellung, ebenfalls durch die Firma Sauer. Das Instrument besitzt ein Manual, acht Register und ein Pedal.
Im Turm hängt eine Glocke aus dem Jahr 1729. Sie hat einen Durchmesser von 70 cm und wurde von Johann Friedrich Thiele in Berlin gegossen. Die Inschrift lautet: VOR WERCK / PILGRAM / ANNO 1729 / Soli deo Gloria (Gott allein sei Ehre). Südwestlich des Bauwerks steht am Eingang ein Denkmal, das an die Gefallenen der Weltkriege erinnert.